# Victor Streich

Victor Streich mit Ehefrau Clara und den Kindern Gwendoline (1897–1984), Ursula (* 1903) und Carl Ivo Streich (1899–1956)

Franz Paul Victor Streich (* 19. Dezember 1863 in Ellwangen; † 18. März 1905 in Coolgardie, Australien) war ein deutscher Geologe, Mineraloge und Forschungsreisender.

## Leben
Victor Streich war der Sohn des Juristen und Reichsgerichtsrats Karl von Streich und dessen Ehefrau Marie Franziska Clementine, geborene Probst (1833–1893). Gemeinsam mit seinen Geschwistern wuchs er in Ellwangen, Stuttgart und Leipzig auf, wo er ab 1879 die renommierte Thomasschule besuchte. Nach seinem Abitur studierte er ab 1882 an der Bergakademie Freiberg. Am 6. Dezember 1888 legte er dort seine Diplomprüfung zum Ingenieur im Fach Hüttenwesen ab.

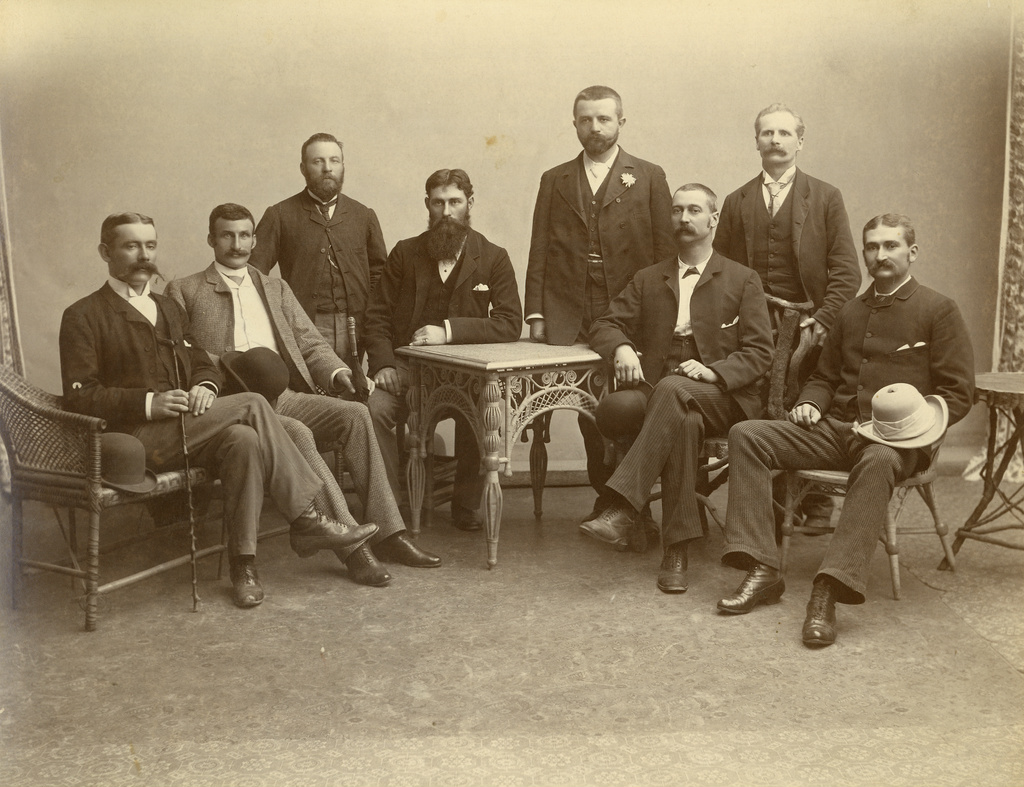
Abbildung vor Beginn der Elder Expedition, von links: Frederick William Leech (stellvertretender Expeditionsführer), Lawrence Allen Wells (Entdeckungsreisender), Alfred Warren (Koch), David Lindsay (Expeditionsführer), Victor Franz Paul Streich (Geologe), Frederick John Elliot (Chirurg), Richard Helms (Botaniker) und Aubray Paul Gwynne (Assistent)

Noch im selben Jahr reiste er nach Südaustralien, um eine Anstellung in den Bergwerken der Firma Harrold in Adelaide anzutreten. 1891 schloss sich Streich als einer von drei wissenschaftlichen Mitgliedern der vom Großkaufmann Sir Thomas Elder finanzierten Elder Scientific Exploring Expedition unter Führung von David Lindsay an, die die letzten unerforschten Gebiete Westaustraliens erkunden und die Erforschung des 5. Kontinents zum Abschluss bringen sollte. Am 1. Mai 1891 verließen die insgesamt 12 Mitglieder der Expedition mit 40 Kamelen Adelaide. Streich war für die geologische, ethnologische und meteorologische Erforschung des Gebiets zuständig. Seine wissenschaftlichen Entdeckungen hielt er in Tagebüchern fest, die heute im Western Australian Museum in Perth aufbewahrt werden.
Seine Forschungsergebnisse veröffentlichte er in den Publikationen der Königlich-wissenschaftlichen Gesellschaft Südaustraliens. Diese Berichte über die völlig unbekannten Gebiete westlich der Everard Ranges, die zudem eine geologische Karte, Profile und instruktive Landschaftsbilder enthielten, begründeten seinen Ruf als bedeutender Australienforscher. Streich sammelte zudem Waffen und Artefakte der westaustralischen Ureinwohner, die er dem Museum für Völkerkunde zu Leipzig stiftete. 
Er übersandte mehrere sogenannte Obsidianbomben nach Europa, von denen er als Erster die Vermutung äußerte, dass es sich um Meteorite handeln könnte.
Nach dem Ende der Expedition stand Streich der Western Exploration Company, einer Geologische Gesellschaft, als Generaldirektor vor, die sich zum Ziel gesetzt hatte, Goldminen im Innern Australiens zu erforschen. Streich war maßgeblich an der Entdeckung der Goldfelder in Coolgardie Shire beteiligt. Auf einer Reise von Perth nach Coolgardie, wo er Kamele für eine weitere Expedition kaufen wollte, erkrankte Streich plötzlich und starb im Royal Hotel von Coolgardie an Herzversagen. Er wurde auf dem Friedhof von Coolgardie beerdigt. Sein Grab hat sich bis heute erhalten. Nach seinem Tod wurde der 375 Meter hohe Berg Streich Mound im Queen Victoria Spring Nature Reserve in Westaustralien nach ihm benannt.
Victor Streich heiratete am 25. November 1896 in Adelaide die deutschstämmige Clara Emily Balk (* 25. April 1871 in Adelaide; † 21. November 1950 in Guildford). Der Ehe entstammten drei Kinder.

## Werke
- Scientific Results of Elder Exploring Expedition. Geology. In: Transactions of the Royal Society of South Australia. Bd. XVI, Adelaide 1893, S. 74–109.
- Scientific Results of elder Exploring Expedition. Meteorology. In: Transactions of the Royal Society of South Australia. Bd. XVI, Adelaide 1893, S. 116–120, 130–141.